# Leléd
Leléd (szlovákul Leľa) község Szlovákiában, a Nyitrai kerület Érsekújvári járásában.

## Fekvése
Párkánytól 8 km-re északkeletre, az Ipoly jobb partján, szűk völgyben fekszik.

## Története
Területén már az újkőkorban is éltek emberek.
1262-ben említi először oklevél, ekkor az esztergomi érsekség birtokolta. A 16. században a török által elpusztított magyar lakosság helyére szlovákokat telepítettek, akik idővel elmagyarosodtak. 1715-ben malom és 20 adózó volt a településen. 1828-ban 74 házában 447 lakos élt, akik főként mezőgazdasággal és szőlőtermesztéssel foglalkoztak.
Vályi András szerint "LELÉD. vagy Leleld. Magyar, és tót falu Hont Várm. földes Ura az Esztergomi Érsekség, lakosai katolikusok, fekszik Bajtának szomszédságában, mellynek filiája földgye 3 vetőre van osztva ’s középszerű, hegyes, réttye kevés, szőleje tűrhető van." 
Fényes Elek szerint "Leléd, magyar falu, Honth vármegyében, az Ipoly mellett, Esztergomhoz 1 mfd. 455 kath. lak., termékeny szántóföldekkel, kövér rétekkel, szőllőhegygyel, erdővel. F. u. a primás." 
A trianoni békeszerződésig Hont vármegye Szobi járásához tartozott. 1938 és 1945 között újra magyar fennhatóság alá került. A második világháborúban súlyos károkat szenvedett.

## Népessége
| Év:            | 1994. | 2004.   | 2014.    | 2024.   |
| -------------- | ----- | ------- | -------- | ------- |
| Emberek száma: | 376   | 400     | 323      | 318     |
| Eltérés:       |       | +6,38 % | -19,25 % | -1,54 % |

| Év:            | 2023. | 2024.   |
| -------------- | ----- | ------- |
| Emberek száma: | 319   | 318     |
| Eltérés:       |       | -0,31 % |

1910-ben 553 lakosából 549 magyar, 3 szlovák és 1 német anyanyelvű volt.
2001-ben 396 lakosából 343 magyar és 46 szlovák volt.
2011-ben 375 lakosából 307 magyar és 48 szlovák volt.
2021-ben 308 lakosából 252 (+11) magyar, 51 (+2) szlovák, 2 egyéb és 3 ismeretlen nemzetiségű volt.

## Nevezetességei
- Keresztelő Szent János tiszteletére szentelt, római katolikus temploma 1752 és 1774 között épült.
- A község határába belenyúlik a Kovácspataki-hegyek (Észak) Tájvédelmi Terület.

## Képek

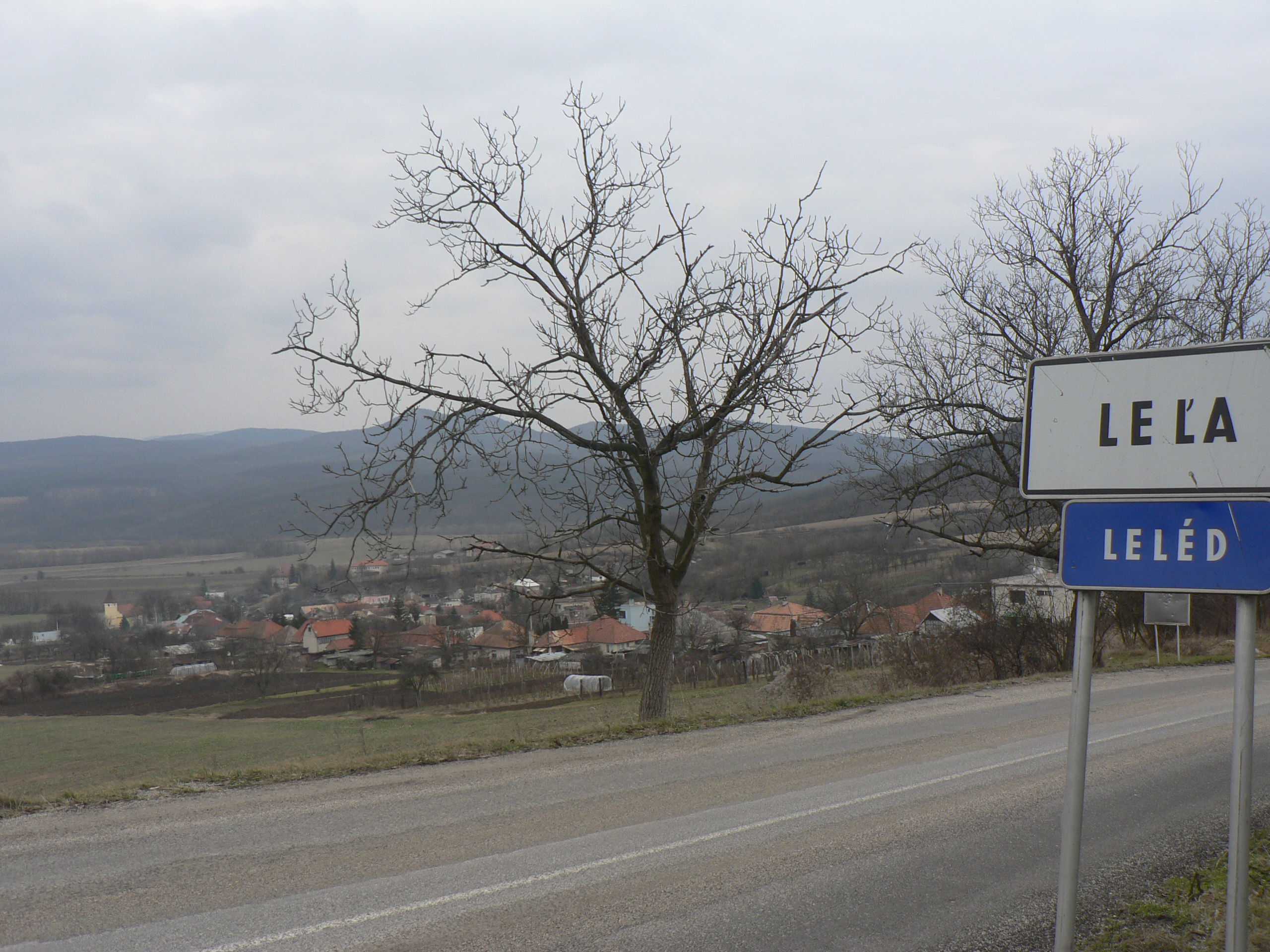
Leléd látképe
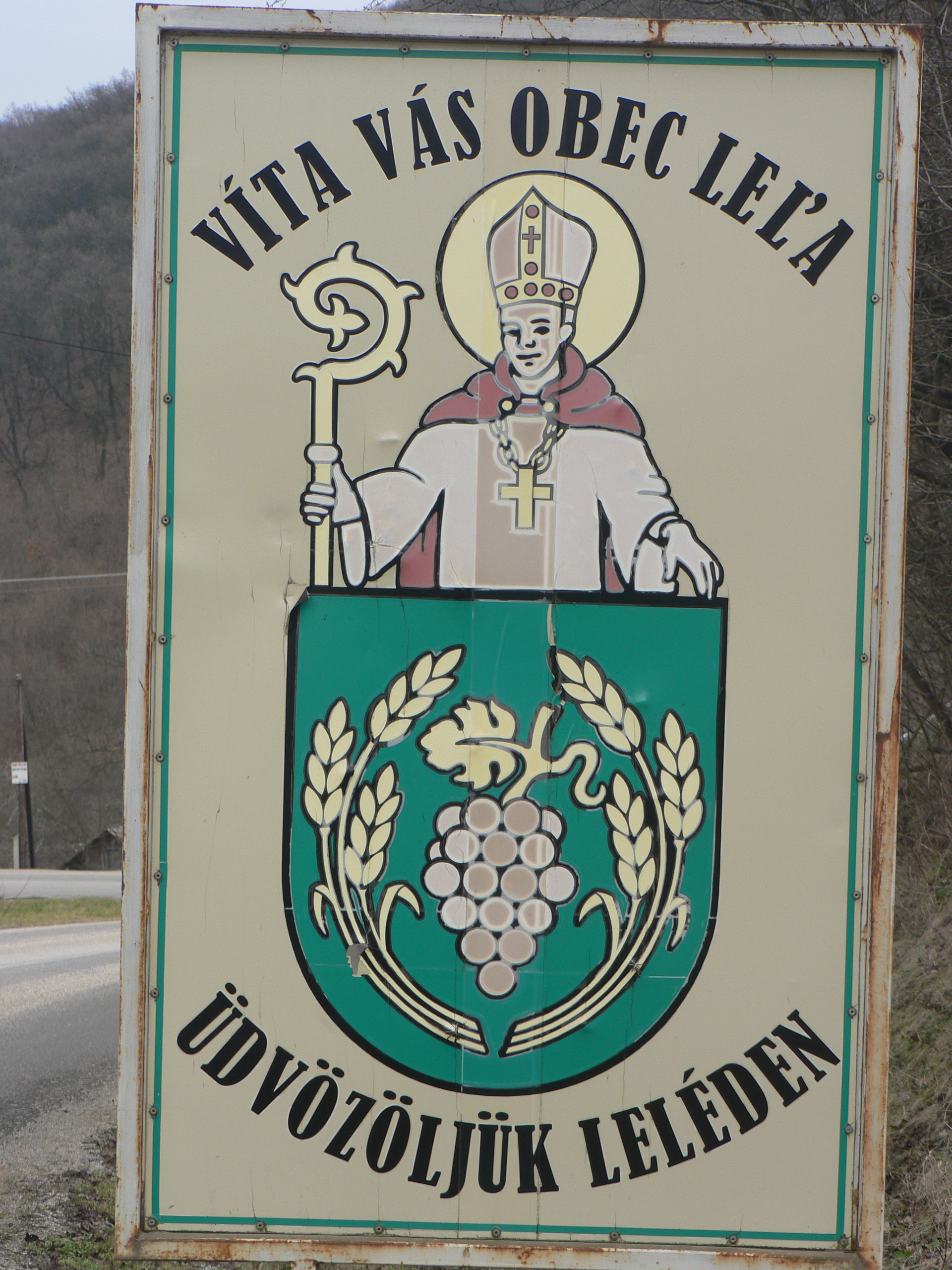
Leléd köszönt. Jelképek.
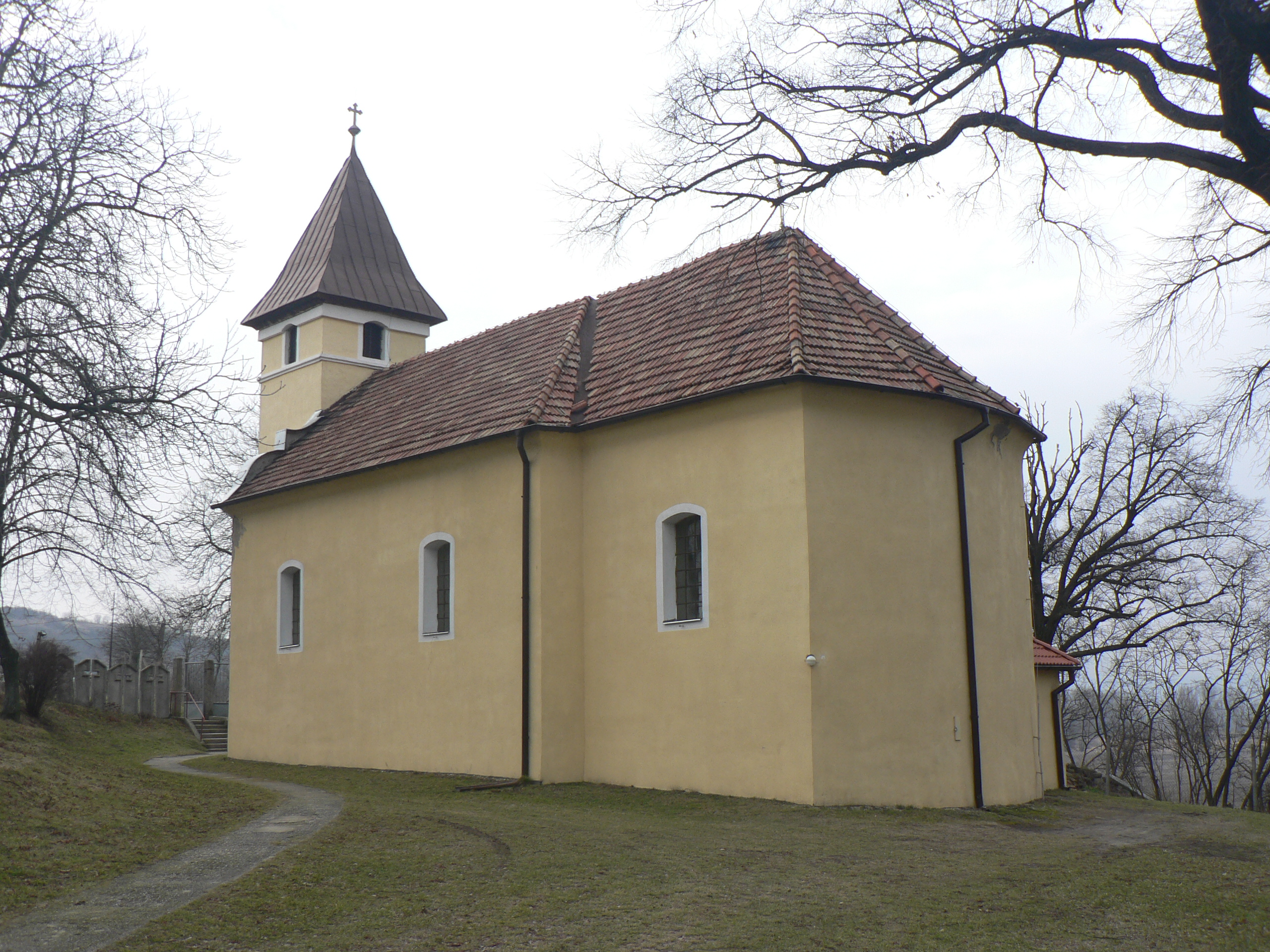
A lelédi templom
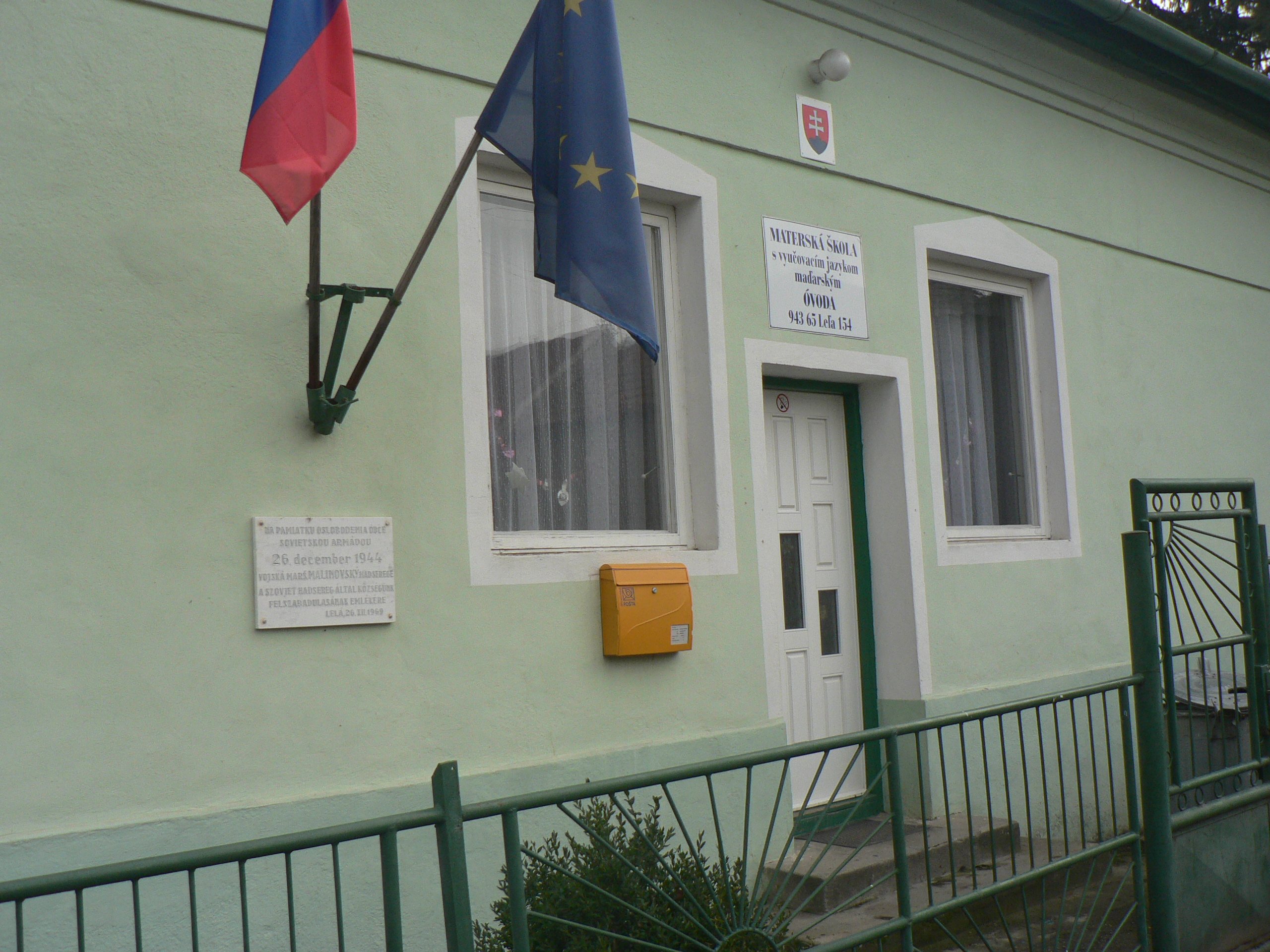
A lelédi magyar óvoda
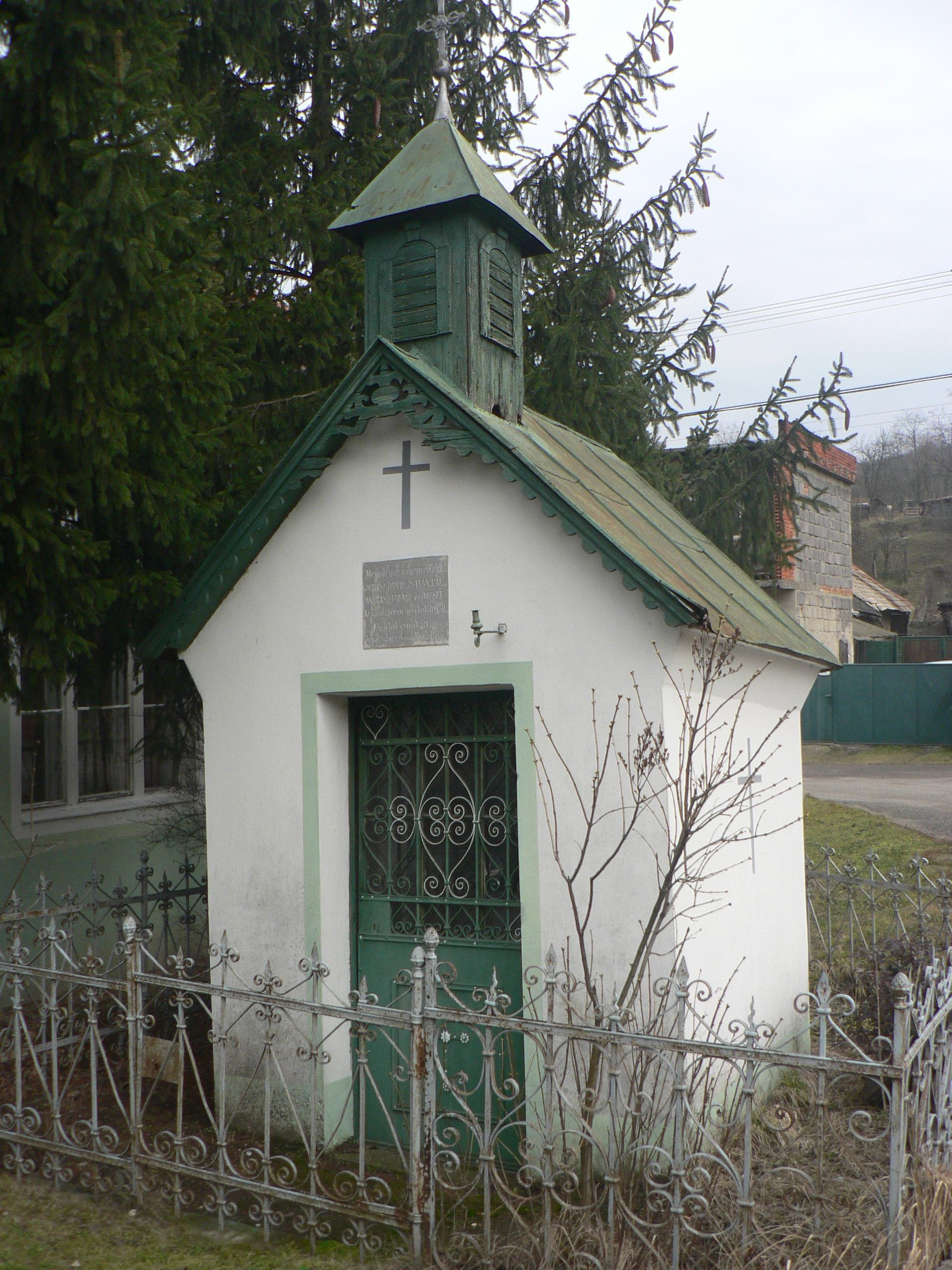
Kápolna a harctereken hősi halált halt falubeliek emlékére
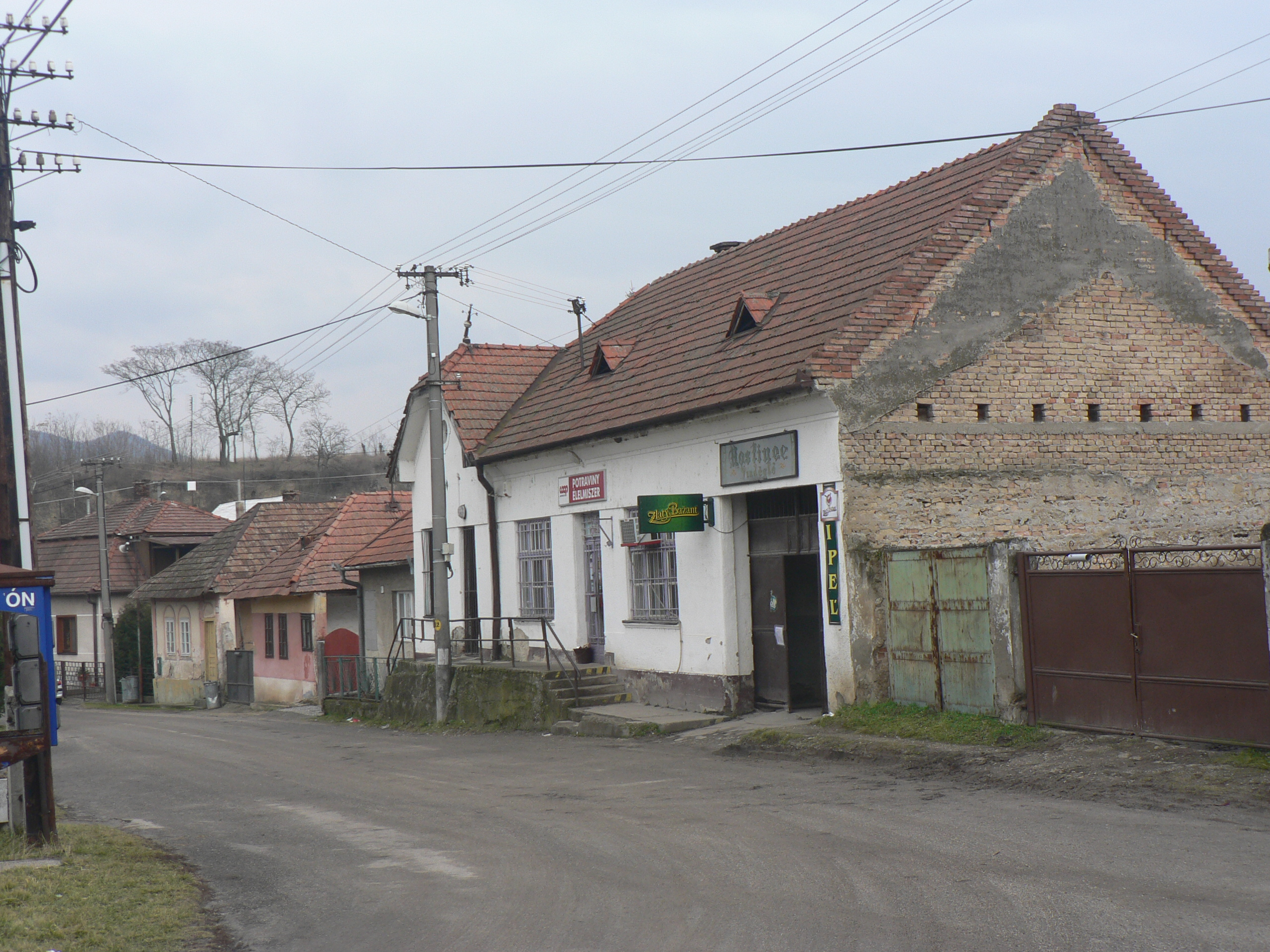
A kocsma és a bolt
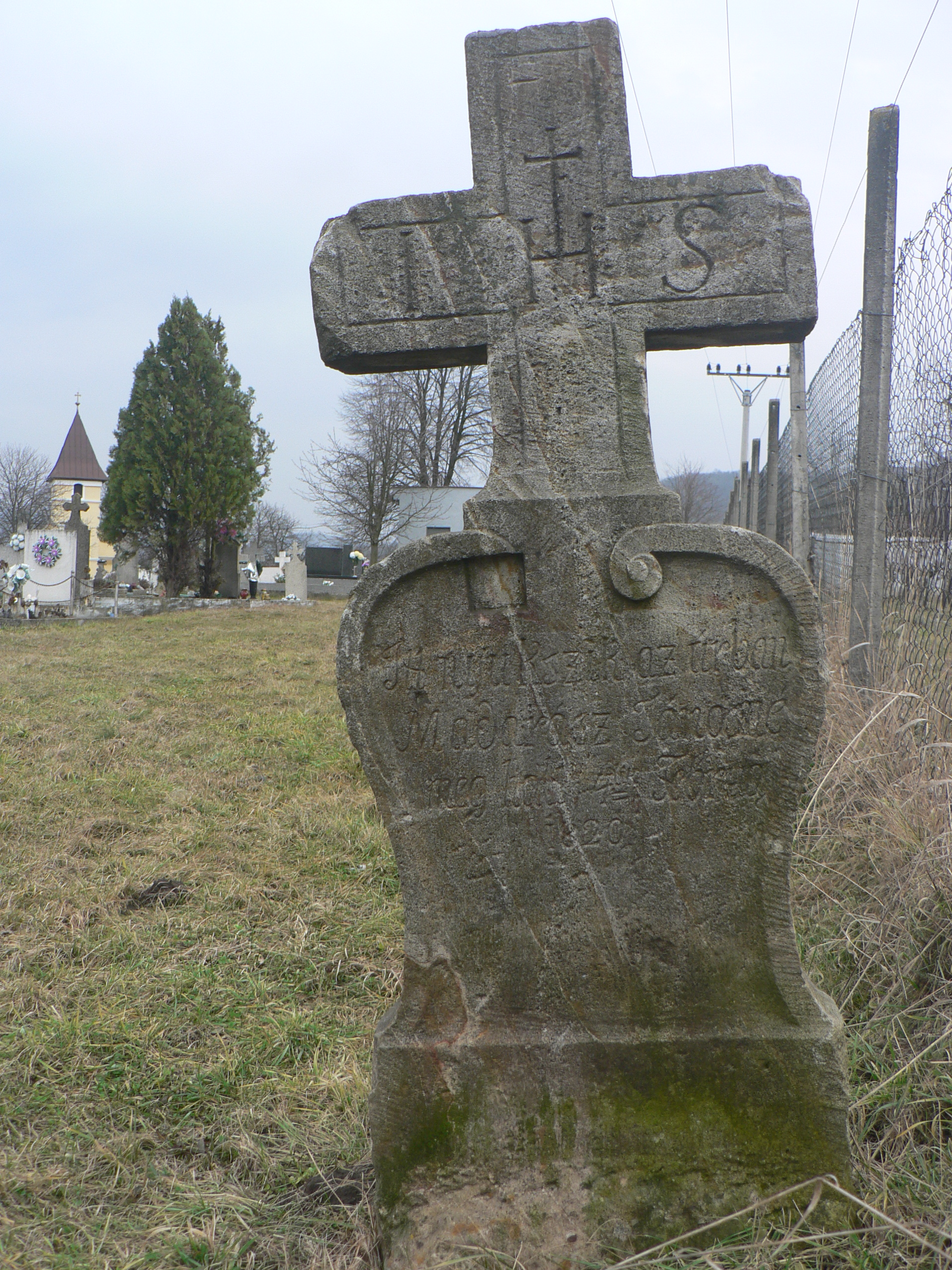
Egy régi sírkő 1820-ból
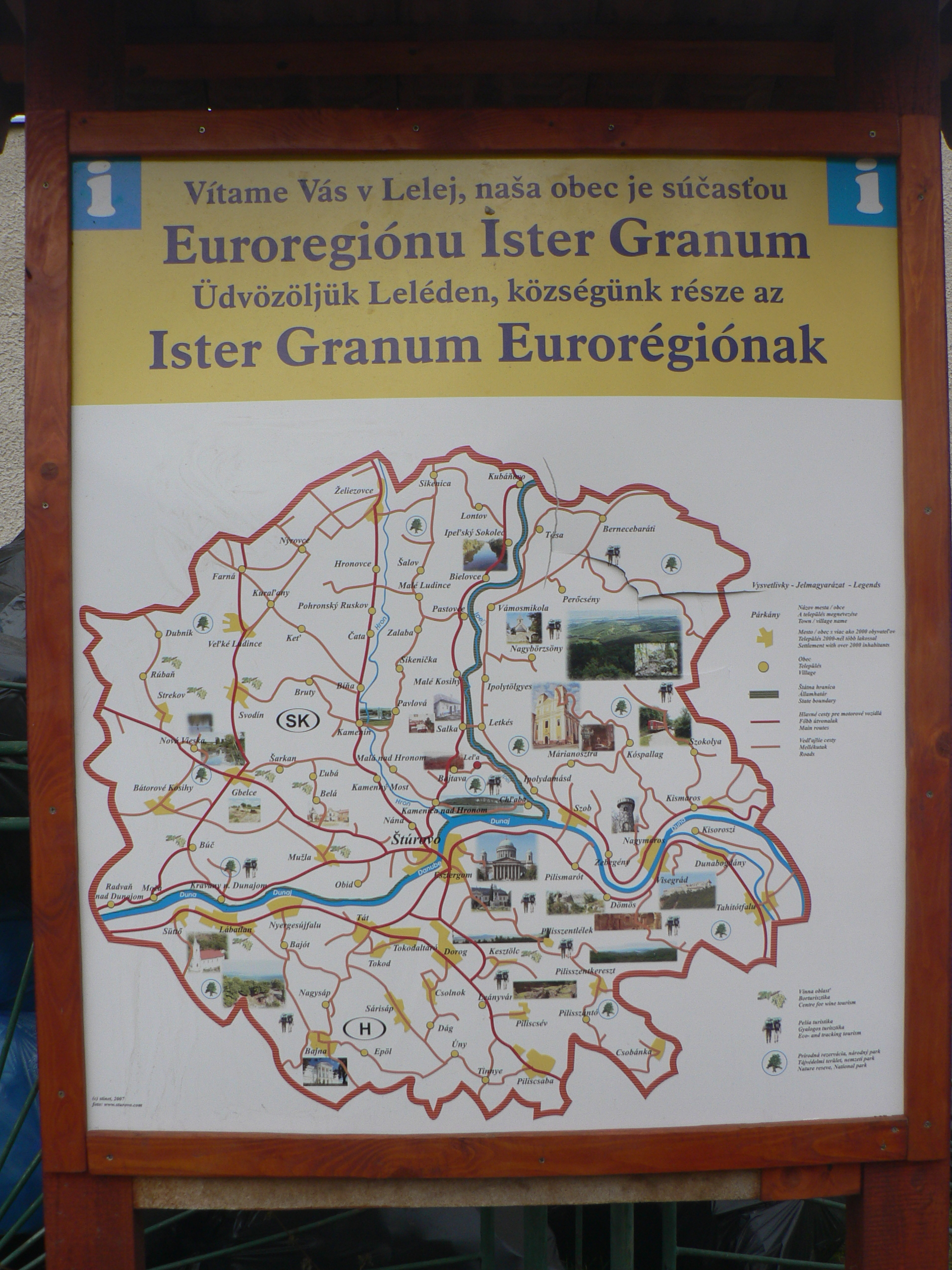
Az Ister Granum Eurorégió tájékoztató táblája a faluban